# Ambassade de France en Biélorussie

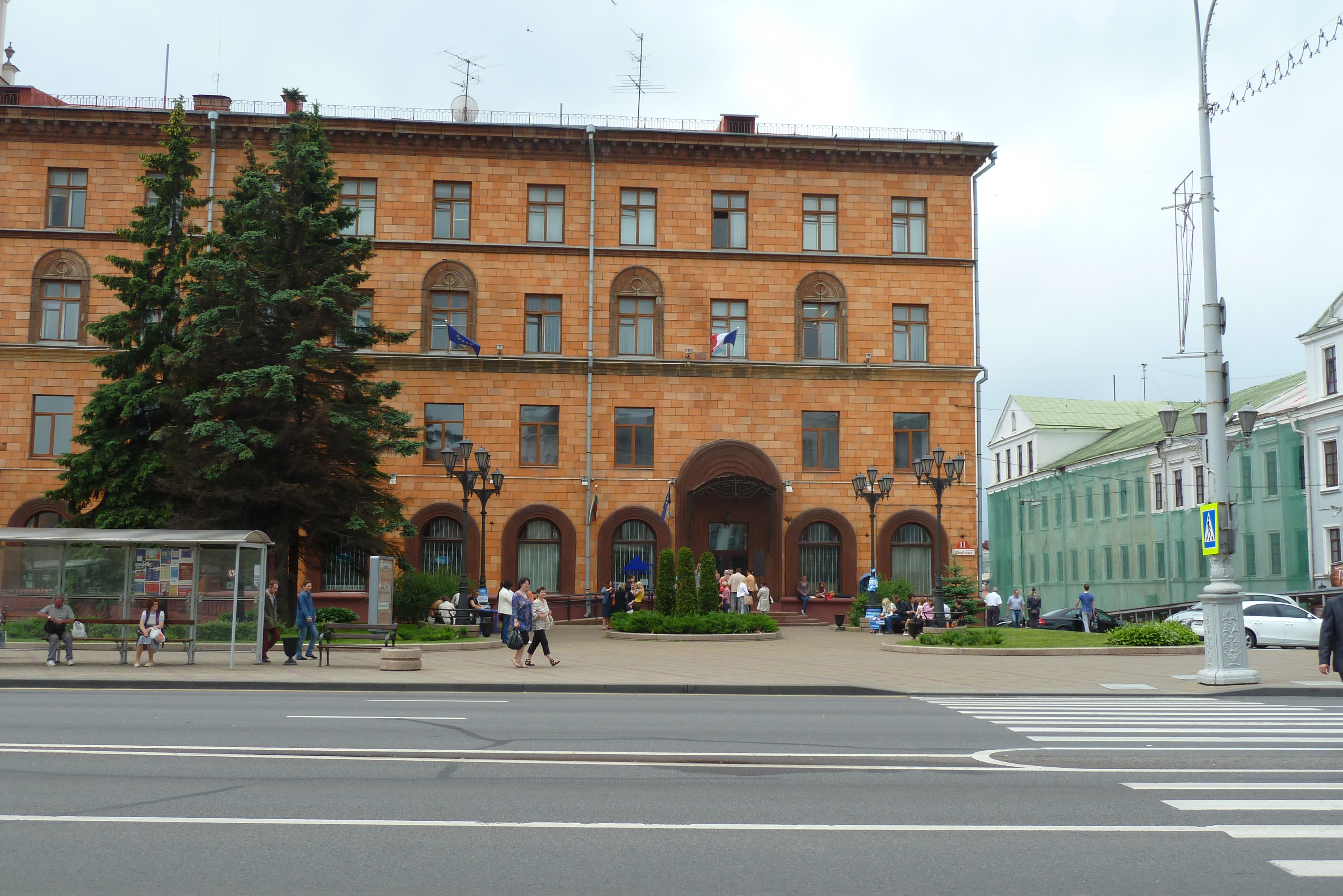
Ambassade de France à Minsk.

L'ambassade de France en Biélorussie est la représentation diplomatique de la République française en république de Biélorussie. Elle est située à Minsk, la capitale du pays, et le poste d'ambassadeur est vacant depuis le 1er décembre 2021, Ludovic Royer (d) étant chargé d'affaires permanent.

## Ambassade
L'ambassade est située au cœur de Minsk, à l'intersection de la rue Révolutsionnaïa et de l'avenue Pobiéditeleï. Elle accueille aussi une section consulaire.

## Ambassadeurs de France en Biélorussie
| De   | À        | Ambassadeur                          |
| ---- | -------- | ------------------------------------ |
| 1992 | 1997     | Claude Jolif (d)                     |
| 1997 | 2002     | Bernard Fassier                      |
| 2002 | 2006     | Stéphane Chmelewsky (be)             |
| 2006 | 2009     | Mireille Musso (d)                   |
| 2009 | 2013     | Michel Raineri (be)                  |
| 2013 | 2016     | Dominique Gazuy-Fromaget (d)         |
| 2016 | 2020     | Didier Canesse (d)                   |
| 2020 | 2021     | Nicolas de Lacoste (d)               |
| 2022 | en cours | Ludovic Royer (d), chargé d'affaires |

## Relations diplomatiques
Une crise diplomatique intervient le juin 1998 à la suite de l'expulsion, effectuée en violation de la convention de Vienne sur les relations diplomatiques, d'une vingtaine d'ambassadeurs du complexe résidentiel qu'ils occupent légalement dans le quartier de Drozdy et que le président Loukachenko décide de rattacher à son domaine personnel. Sont visés les ambassadeurs allemand, américain, britannique, français, grec et italien. Les ambassadeurs de l'Union européenne quittent alors le pays en signe de protestation. En janvier 1999, le retour des ambassadeurs s'effectue[réf. nécessaire]; l'ambassadeur ne revient qu'en septembre 1999.
Le 17 octobre 2021, l'ambassadeur de France est contraint de quitter le pays après un ultimatum du ministère biélorusse des Affaires étrangères, posé peut-être en raison de lettres de créance non présentées ou parce que la France et l'Union européenne n'ont pas reconnu les résultats de l'élection présidentielle d'août 2020 et ont infligé des sanctions. Un décret du 1er décembre 2021 met officiellement fin à ses fonctions.

## Consulat
Outre la section consulaire de l'ambassade à Minsk, il existe un consul honoraire basé à Brest.

### Communauté française
Au 31 décembre 2016, 191 Français sont inscrits sur les registres consulaires en Biélorussie.
| 2001 | 2002 | 2003 | 2004 |
| ---- | ---- | ---- | ---- |
| 68   | 56   | 66   | 71   |

| 2005 | 2006 | 2007 | 2008 |
| ---- | ---- | ---- | ---- |
| 63   | 69   | 78   | 82   |

| 2009 | 2010 | 2011 | 2012 |
| ---- | ---- | ---- | ---- |
| 99   | 111  | 139  | 140  |

| 2013 | 2014 | 2015 | 2016 |
| ---- | ---- | ---- | ---- |
| 160  | 165  | 172  | 191  |

### Circonscriptions électorales
Depuis la loi du 22 juillet 2013 réformant la représentation des Français établis hors de France avec la mise en place de conseils consulaires au sein des missions diplomatiques, les ressortissants français d'une circonscription recouvrant la Biélorussie et la Russie élisent pour six ans trois conseillers consulaires. Ces derniers ont trois rôles : 
1. ils sont des élus de proximité pour les Français de l'étranger ;
2. ils appartiennent à l'une des quinze circonscriptions qui élisent en leur sein les membres de l'Assemblée des Français de l'étranger ;
3. ils intègrent le collège électoral qui élit les sénateurs représentant les Français établis hors de France.

Pour l'élection à l'Assemblée des Français de l'étranger, la Biélorussie appartenait jusqu'en 2014 à la circonscription électorale de Moscou comprenant aussi l'Arménie, l'Azerbaïdjan, la Géorgie, le Kazakhstan, le Kirghizistan, la Moldavie, l'Ouzbékistan, la Russie, le Tadjikistan, le Turkménistan et l'Ukraine, et désignant un siège. La Biélorussie appartient désormais à la circonscription électorale « Europe centrale et orientale » dont le chef-lieu est Varsovie et qui désigne trois de ses 19 conseillers consulaires pour siéger parmi les 90 membres de l'Assemblée des Français de l'étranger. 
Pour l'élection des députés des Français de l’étranger, la Biélorussie dépend de la 11e circonscription.